# Orchiplatanthera andreasii
Orchiplatanthera andreasii là một loài thực vật có hoa trong họ Lan. Loài này được Kümpel mô tả khoa học đầu tiên năm 1977.